# Becker (motorfiets)
Becker is een Duits historisch merk van motorfietsen.
De bedrijfsnaam was: Karl Becker Motorfahrzeugbau, Dresden.
Karl Becker was een van de pioniers van de Duitse motorfietsindustrie. Hij begon al in 1903 motorfietsen te produceren. Daarvoor ontwikkelde hij zelf een eencilinder snuffelklepmotor, maar voor de zwaardere modellen kocht hij Fafnir-V-twins in die om eigen frames gemonteerd werden. De productie van de Becker-motorfietsen eindigde in 1906.